# Saccocalyx
Saccocalyx is een geslacht van sponsdieren uit de klasse van de Hexactinellida.

## Soorten
- Saccocalyx careyi (Reiswig, 1999)
- Saccocalyx microhexactin Gong, Li & Qiu, 2015
- Saccocalyx pedunculatus Schulze, 1896